# Lijst van planetoïden 34501-34600
Dit is een lijst van planetoïden 34501-34600. Voor de volledige lijst zie de lijst van planetoïden.
| Naam                    | Voorlopige naamgeving | Datum ontdekking  | Ontdekker   |
| ----------------------- | --------------------- | ----------------- | ----------- |
| (34501) -               | 2000 SC155            | 24 september 2000 | LINEAR      |
| (34502) -               | 2000 SE157            | 26 september 2000 | LINEAR      |
| (34503) Tsuchida        | 2000 SJ157            | 26 september 2000 | LINEAR      |
| (34504) Tsuzuku         | 2000 SJ158            | 27 september 2000 | LINEAR      |
| (34505) -               | 2000 SR160            | 27 september 2000 | LINEAR      |
| (34506) -               | 2000 SO172            | 27 september 2000 | LINEAR      |
| (34507) -               | 2000 SE174            | 28 september 2000 | LINEAR      |
| (34508) -               | 2000 SU174            | 28 september 2000 | LINEAR      |
| (34509) Kuwehan         | 2000 SH175            | 28 september 2000 | LINEAR      |
| (34510) -               | 2000 SJ175            | 28 september 2000 | LINEAR      |
| (34511) Aleenasaji      | 2000 SK175            | 28 september 2000 | LINEAR      |
| (34512) -               | 2000 SE178            | 28 september 2000 | LINEAR      |
| (34513) -               | 2000 SQ178            | 28 september 2000 | LINEAR      |
| (34514) -               | 2000 SQ180            | 28 september 2000 | LINEAR      |
| (34515) -               | 2000 SD182            | 20 september 2000 | LINEAR      |
| (34516) -               | 2000 SF182            | 20 september 2000 | LINEAR      |
| (34517) -               | 2000 SC185            | 20 september 2000 | NEAT        |
| (34518) -               | 2000 SD185            | 20 september 2000 | NEAT        |
| (34519) -               | 2000 SJ186            | 21 september 2000 | Spacewatch  |
| (34520) -               | 2000 SC187            | 21 september 2000 | NEAT        |
| (34521) -               | 2000 SA191            | 24 september 2000 | LINEAR      |
| (34522) Cadores         | 2000 SH192            | 24 september 2000 | LINEAR      |
| (34523) Manzanero       | 2000 SU194            | 24 september 2000 | LINEAR      |
| (34524) Eugenerivera    | 2000 SZ195            | 24 september 2000 | LINEAR      |
| (34525) Paszkowski      | 2000 SQ205            | 24 september 2000 | LINEAR      |
| (34526) -               | 2000 SY205            | 24 september 2000 | LINEAR      |
| (34527) Fransanmartins  | 2000 SQ208            | 25 september 2000 | LINEAR      |
| (34528) -               | 2000 SW211            | 25 september 2000 | LINEAR      |
| (34529) -               | 2000 SD212            | 25 september 2000 | LINEAR      |
| (34530) -               | 2000 ST212            | 25 september 2000 | LINEAR      |
| (34531) -               | 2000 SY212            | 25 september 2000 | LINEAR      |
| (34532) -               | 2000 SO213            | 25 september 2000 | LINEAR      |
| (34533) -               | 2000 SS213            | 25 september 2000 | LINEAR      |
| (34534) Nogueira        | 2000 SL216            | 26 september 2000 | LINEAR      |
| (34535) -               | 2000 SR220            | 26 september 2000 | LINEAR      |
| (34536) -               | 2000 SJ221            | 26 september 2000 | LINEAR      |
| (34537) -               | 2000 SW221            | 26 september 2000 | LINEAR      |
| (34538) -               | 2000 SA222            | 26 september 2000 | LINEAR      |
| (34539) Gabrielsilva    | 2000 SL223            | 27 september 2000 | LINEAR      |
| (34540) -               | 2000 SW225            | 27 september 2000 | LINEAR      |
| (34541) Gustavosanreyes | 2000 SB228            | 28 september 2000 | LINEAR      |
| (34542) -               | 2000 SC228            | 28 september 2000 | LINEAR      |
| (34543) Davidbriggs     | 2000 SM9              | 28 september 2000 | LINEAR      |
| (34544) Omarsanreyes    | 2000 SP233            | 21 september 2000 | LINEAR      |
| (34545) Chirita         | 2000 SB234            | 21 september 2000 | LINEAR      |
| (34546) -               | 2000 SG234            | 21 september 2000 | LINEAR      |
| (34547) -               | 2000 SH234            | 21 september 2000 | LINEAR      |
| (34548) -               | 2000 SY237            | 25 september 2000 | LINEAR      |
| (34549) -               | 2000 SA238            | 25 september 2000 | LINEAR      |
| (34550) -               | 2000 SU238            | 26 september 2000 | LINEAR      |
| (34551) Andrianova      | 2000 SJ242            | 24 september 2000 | LINEAR      |
| (34552) Belousova       | 2000 SV242            | 24 september 2000 | LINEAR      |
| (34553) -               | 2000 SV246            | 24 september 2000 | LINEAR      |
| (34554) -               | 2000 ST251            | 24 september 2000 | LINEAR      |
| (34555) Yuliamaslova    | 2000 SE262            | 25 september 2000 | LINEAR      |
| (34556) -               | 2000 SX265            | 26 september 2000 | LINEAR      |
| (34557) -               | 2000 SE270            | 27 september 2000 | LINEAR      |
| (34558) Annasavelyeva   | 2000 SM270            | 27 september 2000 | LINEAR      |
| (34559) Aldossary       | 2000 SN272            | 28 september 2000 | LINEAR      |
| (34560) -               | 2000 SF280            | 28 september 2000 | LINEAR      |
| (34561) -               | 2000 SQ285            | 23 september 2000 | LINEAR      |
| (34562) -               | 2000 SW287            | 26 september 2000 | LINEAR      |
| (34563) -               | 2000 SS290            | 27 september 2000 | LINEAR      |
| (34564) -               | 2000 SN292            | 27 september 2000 | LINEAR      |
| (34565) -               | 2000 SY292            | 27 september 2000 | LINEAR      |
| (34566) -               | 2000 SE294            | 27 september 2000 | LINEAR      |
| (34567) Weidekoo        | 2000 SR297            | 28 september 2000 | LINEAR      |
| (34568) -               | 2000 SP305            | 30 september 2000 | LINEAR      |
| (34569) Bryanlim        | 2000 ST306            | 30 september 2000 | LINEAR      |
| (34570) Shawnlim        | 2000 SZ307            | 30 september 2000 | LINEAR      |
| (34571) Dominicyap      | 2000 SA308            | 30 september 2000 | LINEAR      |
| (34572) -               | 2000 SY310            | 26 september 2000 | LINEAR      |
| (34573) -               | 2000 SG316            | 30 september 2000 | LINEAR      |
| (34574) -               | 2000 SW319            | 27 september 2000 | LINEAR      |
| (34575) -               | 2000 SH327            | 29 september 2000 | NEAT        |
| (34576) Dominicyap      | 2000 SA329            | 27 september 2000 | LINEAR      |
| (34577) -               | 2000 SP336            | 26 september 2000 | NEAT        |
| (34578) -               | 2000 SL338            | 25 september 2000 | NEAT        |
| (34579) -               | 2000 SR339            | 25 september 2000 | Spacewatch  |
| (34580) Yenpohsun       | 2000 SA343            | 24 september 2000 | LINEAR      |
| (34581) -               | 2000 SC348            | 20 september 2000 | LINEAR      |
| (34582) -               | 2000 SH348            | 20 september 2000 | LINEAR      |
| (34583) -               | 2000 SN351            | 29 september 2000 | LONEOS      |
| (34584) -               | 2000 SX351            | 29 september 2000 | LONEOS      |
| (34585) -               | 2000 SJ352            | 30 september 2000 | LONEOS      |
| (34586) -               | 2000 SK352            | 30 september 2000 | LONEOS      |
| (34587) -               | 2000 SA357            | 28 september 2000 | LONEOS      |
| (34588) -               | 2000 TL               | 2 oktober 2000    | C. W. Juels |
| (34589) Sarahadamo      | 2000 TO2              | 1 oktober 2000    | LINEAR      |
| (34590) -               | 2000 TS2              | 1 oktober 2000    | LINEAR      |
| (34591) Saadhahmed      | 2000 TB15             | 1 oktober 2000    | LINEAR      |
| (34592) Amirtharaj      | 2000 TM17             | 1 oktober 2000    | LINEAR      |
| (34593) -               | 2000 TD19             | 1 oktober 2000    | LINEAR      |
| (34594) Rohanarora      | 2000 TP24             | 2 oktober 2000    | LINEAR      |
| (34595) -               | 2000 TR29             | 4 oktober 2000    | LINEAR      |
| (34596) -               | 2000 TB34             | 4 oktober 2000    | W. Bickel   |
| (34597) -               | 2000 TO36             | 6 oktober 2000    | LONEOS      |
| (34598) -               | 2000 TC38             | 1 oktober 2000    | LINEAR      |
| (34599) Burzinbalsara   | 2000 TV39             | 1 oktober 2000    | LINEAR      |
| (34600) -               | 2000 TY39             | 1 oktober 2000    | LINEAR      |